# Projektentwicklung (Immobilien)
Mit Projektentwicklung wird in der Immobilienbranche die Konzeption und Planung zur Erstellung von in der Regel größeren Projekten bezeichnet.

## Allgemeines
Die Projektentwicklung besteht aus der Summe aller Untersuchungen, unternehmerischen Entscheidungen, Planungen und anderen bauvorbereitenden Maßnahmen, die erforderlich oder zweckmäßig sind, um eines oder mehrere Grundstücke zu überbauen oder eine sonstige Nutzung vorzubereiten. Dazu gehört die Absicherung der baulichen und sonstigen Nutzung im wirtschaftlichen Bereich. Im Bereich des Wohnungsbaus beschränkt sich die Projektentwicklung oftmals auf die Suche nach geeigneten Grundstücken und deren Beplanung im Rahmen des geltenden Baurechts.
Die Projektentwicklung zielt meist auf die Einbindung umfassender Leistungen ab, vom Grundstückerwerb über nachfolgend die Planung, die Finanzierung und den Bau von schlüsselfertigen Bauten, sowie entweder deren anschließenden Verkauf oder Betrieb. Projektentwickler können sein Projektgesellschaften, Eigentümer, Bauunternehmen oder als beratende Dienstleister Architekten, Makler.
Entsprechend einer Definition nach ihrer Aufgabe ist die Projektentwicklung die Kombination der Faktoren Projektidee, Marktnachfrage, Standort, Kapital und Bauentwurf, wobei Immobilienobjekte mit folgenden Eigenschaften geschaffen werden sollen:
- einzelwirtschaftlich wettbewerbsfähig
- arbeitsplatzschaffend und -sichernd
- gesamtwirtschaftlich sozial- und umweltverträglich

Eine Definition über ihre Wirkungsweise zeigt sie als Summe aller technischen, juristischen und wirtschaftlichen Maßnahmen, die darauf abzielen, dass ein Projekt innerhalb eines vorgegebenen Kosten-, Qualitäts- und Zeitrahmens realisierbar ist.

## Vorgehensweisen
Je nachdem, welcher dieser Faktoren beim Projektstart vorhanden ist, ergeben sich verschiedene Vorgehensweisen.
Idee sucht Kapital und StandortDiese Variante kommt z. B. beim Neubau von Einkaufszentren, Baumärkten usw. zum Tragen. Hier gibt es in der Regel eine ausgereifte Projektidee, eventuell in der Form des Franchising, und es werden Investoren sowie geeignete Standorte für diese Projekte gesucht.
Standort sucht Idee und KapitalHier wird für ein bestehendes Grundstück, zum Beispiel neugeschaffene Gewerbegebiete oder Grundstücke, die von Industrieunternehmen verlassen werden eine neue Nutzung sowie eine Immobilienfinanzierung gesucht.
Kapital sucht Idee und StandortDies ist z. B. bei Immobilienfonds oder Versicherungen, die über umfangreiche Mittel verfügen und diese Mittel in geeigneten Objekten investieren wollen, der klassische Fall.

## Projektentwicklungsphasen

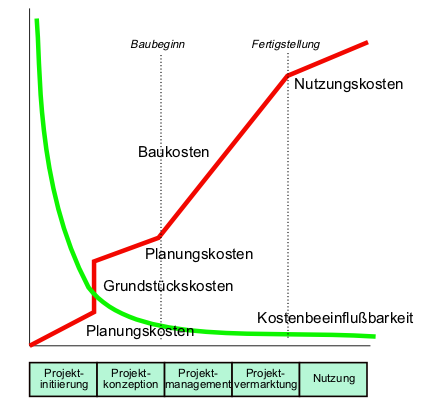
Kostenentwicklung bei Projekten

Der Ablauf einer Projektentwicklung ist ein komplexer Vorgang, jedoch kann man oft typische Projektphasen unterscheiden. Diese werden im Folgenden näher beschrieben. Entscheidend für das Gelingen des Projektes ist es, die vielfältigen Risiken, vor allem die Kostenrisiken, im Griff zu behalten. Je weiter ein Projekt fortschreitet, desto weniger Einfluss auf die Kosten ist möglich (siehe Grafik). Daher wird man versuchen, in einem möglichst frühen Stadium des Projekts eine fundierte Entscheidung darüber zu treffen, ob das Projekt machbar ist (Machbarkeitsstudie, auch Feasibility Study). Gleichzeitig sind in diesem frühen Stadium jedoch naturgemäß die größten Unsicherheiten vorhanden.

### Projektinitiierung
In dieser Phase werden die notwendigen Voraussetzungen für die Projektentwicklung geschaffen. Wie oben erwähnt, ist zunächst oft nur ein Faktor vorhanden – Idee, Standort oder Kapital. In der Projektinitiierung müssen nun zunächst die fehlenden Faktoren beschafft werden. Dieser Vorgang ist für die drei genannten Modelle jeweils grundlegend verschieden.
Anschließend muss mit möglichst geringem Aufwand eine Grobkonzeption des Projektes erstellt werden, da in dieser Phase noch nicht sicher ist, ob das Projekt überhaupt realisiert wird. Auf dieser Grundlage wird nun eine einfache Projektentwicklungsrechnung durchgeführt. Man unterscheidet Frontdoor-Approach und Backdoor-Approach (siehe unten).
Beim Frontdoor-Approach geht man von den voraussichtlichen Kosten aus und ermittelt daraus eine erforderliche Mindestmiete. Die ermittelte Miete muss dann marktgerecht, d. h. realistisch am Markt erzielbar sein, sonst ist die Vermarktung gefährdet und das Projekt unwirtschaftlich.
Beim Backdoor-Approach geht man von einer marktüblichen Miete aus und errechnet daraus die maximal möglichen Gesamtkosten. Da die Baukosten in der Regel nicht wesentlich beeinflusst werden können, ergibt sich daraus letztlich ein Maximalpreis, der für das in Aussicht genommene Grundstück geboten werden kann. Der Backdoor-Approach liefert also eine Verhandlungsbasis für die Kaufverhandlungen mit dem Grundstückseigentümer.
Im Rahmen der Projektentwicklungsrechnungen werden regelmäßig auch verschiedene Finanzierungsszenarien verglichen (Projektfinanzierung), da der Anteil und die Konditionen der Fremdfinanzierung maßgeblichen Einfluss auf die Wirtschaftlichkeit des Projekts haben.
Beiden Ansätzen sind die auch im Rahmen der Immobilienbewertung als Residualwertansatz diskutierten Schwächen inhärent, dass zahlreiche Faktoren auf Schätzwerten beruhen und alleine oder in Kombination zum Verfehlen des prognostizierten Ergebnisses führen können. Hinzuweisen ist auf die Tatsache, dass jede Art von Immobilienprojekt eine langfristige Bindung von erheblichem Kapital in einem zyklischen Markt bedeutet.
Zur Initiierungsphase gehört schließlich auch die Sicherung des in Frage kommenden Grundstücks, z. B. durch eine Kaufoption oder einen aufschiebend bedingten oder rückabzuwickelnden Kaufvertrag.

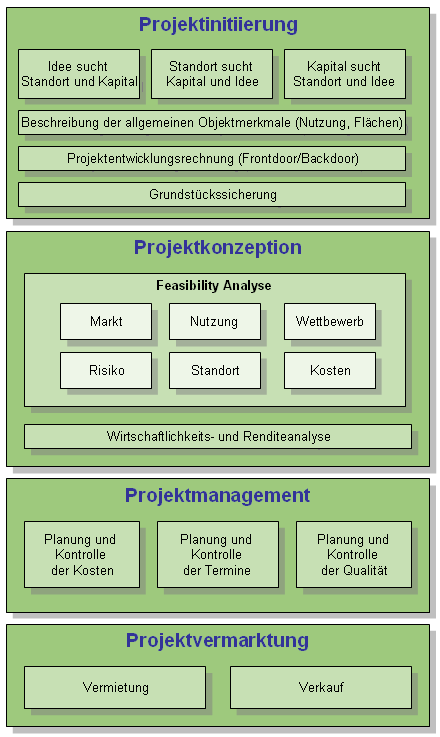
Phasenkonzept der Projektentwicklung

### Projektkonzeption
Sobald Idee, Standort und Finanzierung – jedenfalls in Grundzügen – geklärt sind, kann die Projektkonzeption beginnen. Die Konzeptionsphase hat die Aufgabe, die Wirtschaftlichkeit und Realisierbarkeit des geplanten Objekts gegenüber einer Vielzahl von Beteiligten – Kapitalgebern, künftigen Nutzern, Investoren und ggf. auch der Öffentlichkeit – nachzuweisen. Daher müssen in dieser Phase verschiedene Analysen durchgeführt werden:
- Marktanalyse
- Standortanalyse
- Nutzungsanalyse
- Wettbewerbsanalyse
- Risikoanalyse
- Kostenanalyse

Diese Analysen werden zusammen auch als Feasibility Study oder Machbarkeitsstudie bezeichnet. Diese Analysen sollen mit hinreichender Sicherheit belegen, dass sich das Objekt unter den gegebenen Rahmenbedingungen (Zeit, Kosten, Vorstellungen der Kapitalgeber und der Nutzer) realisieren lässt. Außerdem müssen in dieser Phase mögliche Risiken identifiziert, bewertet und Maßnahmen für ihre Steuerung getroffen werden. Die durchgeführten Analysen können aber durchaus dazu führen, dass das Projekt in dieser Phase abgebrochen wird.

#### Marktanalyse
Die Marktanalyse versucht eine Aussage über die kurz- und mittelfristige Angebots- und Nachfragesituation auf den betroffenen Immobilien-Teilmärkten zu treffen. Dazu wird zunächst das Umfeld des geplanten Objekts in rechtlicher, technischer, sozio-kultureller und ökonomischer Hinsicht daraufhin untersucht, ob ein ausreichendes Potential für die künftige Entwicklung des Projekts vorliegt.
Eine Flächenanalyse kann klären, welches Angebot und welche Nachfrage nach den geplanten Flächen kurz- und mittelfristig zu erwarten ist. Dabei müssen sowohl die aktuell vorhandenen Flächen wie auch evtl. in Bau befindliche Flächen berücksichtigt werden. Davon abgezogen werden die Flächen, die in der nahen Zukunft aus verschiedenen Gründen nicht mehr zur Verfügung stehen werden (Alter).
Auf dieser Grundlage kann eine Prognose erstellt werden, über welchen Zeitraum die neu erstellten Flächen voraussichtlich vom Markt aufgenommen (absorbiert) werden.

#### Standortanalyse
Eine Standortanalyse gibt Auskunft über die verschiedenen Faktoren der Lage- und Standortqualitäten, die einen Immobilienstandort ausmachen. Man kann weiche Faktoren wie z. B. Image, Freizeit- und Wohnqualität, Bekanntheit der Geschäftsadresse und harte Faktoren wie z. B. Infrastruktur, Erschließung, Branchen- oder Bevölkerungsmix und Topographie unterscheiden. Mit Hilfe der Standortanalyse soll eine möglichst objektive Aussage über die heutige und künftige Qualität der „Lage“ und des „Standortes“ getroffen werden, bzw. eine Entscheidungsgrundlage für die Auswahl verschiedener möglicher Standorte geschaffen werden. Keinesfalls zu vernachlässigen ist zudem die Frage des Baurechts. Technische Hilfsmittel sind statistische Analysesysteme zur Durchführung von Faktoranalysen sowie Geoinformationssysteme. Hierbei werden raumrelevante Standortfaktoren modelliert und analysiert.

#### Nutzungsanalyse
Die voraussichtlichen Anforderungen der künftigen Nutzer bilden das Ziel der Nutzungsanalyse. Dabei werden verschiedene Aspekte berücksichtigt, wie z. B. die Anforderungen an Größe und Beschaffenheit der Flächen, an mögliche Raumkonzepte, an Stellplätze, an Bauqualität und -ausführung, an Dienstleistungen und an technische Einrichtungen. Ebenfalls von Bedeutung für die Flächenoptimierung sind dabei lokale Faktoren, u. a. die Käufer- und Vermieterstrukturen, welche bedeutend auch die Grundrissgestaltung beeinflussen. Dabei müssen nicht nur der aktuelle Bedarf, sondern nach Möglichkeit auch künftige Bedarfsveränderungen in die Analyse einfließen.

#### Wettbewerbsanalyse
Die Wettbewerbsanalyse bildet eine Synthese der Ergebnisse von Markt-, Standort- und Nutzungsanalyse. In einer Zusammenschau wird die Positionierung des geplanten Objekts im Vergleich zu konkurrierenden Objekten dargestellt. Dazu müssen Konkurrenzobjekte identifiziert und bewertet werden. Es wird eine Rangliste aller Objekte einschließlich des eigenen erstellt und so die voraussichtliche Position des eigenen Objekts im Wettbewerb herausgearbeitet. Aus den Ergebnissen dieser Analyse können dann Rückschlüsse auf Stärken und Schwächen des eigenen Konzepts abgeleitet werden, die zu einer geeigneten Modifikation der Konzeption führen können. Ziel dieser Modifikation, die während der gesamten Konzeptionsphase laufend stattfindet, ist eine möglichst optimale Anpassung an die Bedürfnisse der künftigen Nutzer sowie eine weitestgehende Abgrenzung von eventuellen Wettbewerbern.

#### Risikoanalyse
Die Projektentwicklung birgt aufgrund der vielen Unwägbarkeiten eine Anzahl von Risiken in sich, die im Rahmen einer Risikoanalyse systematisch identifiziert und bewertet werden.
EntwicklungsrisikoHierunter versteht man das Risiko, dass bei der Vermarktung des Objektes Probleme auftreten, wenn das Objekt nicht nutzungs- und standortadäquat konzipiert wurde. Ursachen hierfür können z. B. in der Unerfahrenheit der Beteiligten liegen.
PrognoserisikoIn den angeführten Analysen werden eine Vielzahl von Annahmen getroffen. Das Risiko, dass die Wirklichkeit von diesen Annahmen abweicht, bezeichnet man als Prognoserisiko.
PlanungsrisikoGelangt man während der Projektphase zu der Einsicht, dass das Objekt nicht wie beabsichtigt realisiert werden kann, gehen die Aufwendungen für Initiierung und Konzeption verloren. Dieses Risiko bezeichnet man als Planungsrisiko.
ZeitrisikoDas Risiko, im Verlauf der Projektentwicklung den für eine wirtschaftliche Objektvermarktung gegebenen Zeitrahmen zu überschreiten, bezeichnet man als Zeitrisiko.
GenehmigungsrisikoWird das konzipierte Projekt nicht wie geplant genehmigt, kann unter Umständen die gesamte Konzeption in sich zusammenbrechen. Dies bezeichnet man als Genehmigungsrisiko. Zur Reduzierung dieses Risikos empfiehlt sich eine enge Einbindung der maßgeblichen öffentlichen Stellen in einer möglichst frühen Projektphase.
FinanzierungsrisikoHierunter versteht man das Risiko, dass die für die Projektentwicklung notwendigen Kapitalmittel nicht aufgebracht werden können oder sich im Verlauf des Projektes als nicht ausreichend erweisen.
Boden- und BaugrundrisikoIm Verlauf des Projektes festgestellte Altlasten, Kontaminationen oder ungünstige Baugrundverhältnisse können zu erheblichen Mehraufwendungen führen, die letztlich ein Projekt scheitern lassen können. Zur Vorbeugung empfehlen sich sorgfältige Voruntersuchungen und entsprechende vertragliche Regelungen bei der Grundstückssicherung.
KostenrisikoMit dem Finanzierungsrisiko hängt das Kostenrisiko eng zusammen. Aufgrund der teilweise sehr langen Projektlaufzeiten lassen sich nicht alle Kosten präzise vorausplanen. Kostenüberschreitungen können jedoch auch aus Managementfehlern während der Projektlaufzeit entstehen.

### Projektvermarktung
Diese Phasen sind dabei nicht in einer strengen zeitlichen Reihenfolge zu verstehen. Vielmehr werden sich in der Regel die einzelnen Phasen überlappen. Die Projektvermarktung kann zum Beispiel bereits während der Projektkonzeption begonnen werden. Die Konzeptionsphase wiederum kann sich mit der Managementphase überschneiden.
An die Fertigstellung des Projektes schließt sich dann noch die Verwaltung des Objektes über die gesamte Nutzungsdauer, das sogenannte Gebäudemanagement an.

## Beteiligte
Im Normalfall steuert der Projektentwickler das Grundstück, die Planung, die Nutzer, die Nachunternehmer und das Kapital. Hierbei wirkt ein interdisziplinäres Team von Fachdisziplinen wie z. B. Architekt, Bauingenieur, Betriebswirt, Jurist, Stadtplaner oder Geograph zusammen.
Komplexe Aufgabenstellungen erfordern komplexe Strukturen der Bearbeitung. An der Stadt-, Standort- und Projektentwicklung sind mindestens die Disziplinen der Bereiche
- Technik (Stadtplanung, Architektur und Bauingenieurwesen)
- Ökologie
- Soziologie
- Wirtschaft
- Recht (öffentliches Recht, Zivilrecht, Steuerrecht)

beteiligt.
Die Komplexität wird erhöht durch eine Vielzahl von Stakeholdern in den Handlungsfeldern
- Planungshoheit
- Grundstückseigentümer
- Finanzier
- Nutzer,

womit die wichtigsten Kernkompetenzen, ohne die eine Immobilien-Projektentwicklung nicht stattfinden kann, erwähnt sind. Disziplinen und Stakeholder kooperieren bei der Zielfindung nicht von Anfang an.
Auch die Prozessorganisation von Projektentwicklungen muss als tragendes Element die konsensuale Zielformulierung von Anfang an beinhalten. Prozesse laufen in der Regel als bottom up -Ansatz, ohne sorgfältige, interdisziplinäre Zieldefinition und ohne qualifiziertes Stakeholdermanagement ab. Die entstehenden Produkte sind Resultierende aus technischen, wirtschaftlichen und rechtlichen Rahmenbedingungen, die meist erst im Prozessablauf definiert werden. Die Interessen der Stakeholder: Nutzer, Finanzier und oft auch der Grundstückseigentümer werden – wenn überhaupt – oft erst dann berücksichtigt, wenn sich für die Betroffenen relevante Fragestellungen ergeben und Änderungen nicht mehr oder nur unter erheblichem Aufwand möglich sind.
Abhilfe ist somit insgesamt notwendig – aber auch möglich und vielfach in der Praxis erprobt – durch
- interdisziplinäre Zielformulierung von Anfang an,
- eine sorgfältige Stakeholderanalyse in deren Rahmen die naturgemäß häufig konträre Interessenlage der Stakeholder analysiert wird und Konzepte für den   Interessenausgleich geschaffen werden,
- Umgestaltung der Prozessorganisation

Dem üblichen Prozessablauf muss daher eine Planung der Planung, die man mit Bezug auf die HOAI auch als Phase 0 bezeichnen könnte, vorgeschaltet werden.